# Variabile casuale multivariata
In matematica, probabilità e statistica, una variabile casuale multivariata o vettore casuale è una lista di variabili matematiche ciascuna di valore ignoto, o perché il valore non è ancora stato determinato o perché c'è una conoscenza imperfetta di tale valore. Le singole variabili in un vettore casuale sono raggruppate insieme perché ci possono essere correlazioni tra loro — spesso esse rappresentano differenti proprietà di una singola unità statistica. Per esempio, poiché una data persona ha una specifica età, altezza e peso, la rappresentazione di qualsiasi persona all'interno di un gruppo può essere un vettore casuale. Normalmente ogni elemento di un vettore casuale è un numero reale.
I vettori casuali sono spesso usati come l'implementazione sottostante di variabili casuali aggregate, come una matrice casuale, un albero casuale, una successione casuale, un processo stocastico, ecc.
PIù formalmente, una variabile casuale multivariata è un vettore colonna {\displaystyle \mathbf {X} =(X_{1},\ldots ,X_{n})^{T}} (il cui trasposto è un vettore riga) le cui componenti sono variabili casuali a valori scalari sullo stesso spazio di probabilità {\displaystyle (\Omega ,{\mathcal {F}},P)}, dove {\displaystyle \Omega } è lo spazio campionario, {\displaystyle {\mathcal {F}}} è la sigma-algebra (la collezione di tutti gli eventi) e {\displaystyle P} è la misura di probabilità (una funzione che restituisce la probabilità di ogni evento).

## Distribuzione di probabilità
Ogni vettore casuale dà luogo ad una misura di probabilità su {\displaystyle \mathbb {R} ^{n}} con l'algebra di Borel come la sottostante sigma-algebra. Questa misura è anche conosciuta come la distribuzione congiunta di probabilità, la distribuzione congiunta, o la distribuzione multivariata del vettore casuale.
Le distribuzioni di tutte le variabili casuali componenti  {\displaystyle X_{i}} sono chiamate distribuzioni marginali. La distribuzione di probabilità condizionata di {\displaystyle X_{i}}, data {\displaystyle X_{j}}, è la distribuzione di probabilità di {\displaystyle X_{i}} quando è noto che {\displaystyle X_{j}} assume un particolare valore.

## Operazioni sui vettori casuali
Ai vettori casuali si possono applicare gli stessi tipi di operazioni algebriche applicabili ai vettori non casuali: addizione, sottrazione, moltiplicazione per uno scalare e l'introduzione di prodotti interni.
Analogamente, un nuovo vettore casuale {\displaystyle \mathbf {Y} } può essere definito applicando una trasformazione affine {\displaystyle g\colon \mathbb {R} ^{n}\to \mathbb {R} ^{n}} a un vettore casuale {\displaystyle \mathbf {X} }:
{\displaystyle \mathbf {Y} ={\mathcal {A}}\mathbf {X} +b}, dove {\displaystyle {\mathcal {A}}} è una matrice {\displaystyle n\times n} e {\displaystyle b} è un vettore colonna {\displaystyle n\times 1}.
Se {\displaystyle {\mathcal {A}}} è invertibile e la densità di probabilità di {\displaystyle \textstyle \mathbf {X} } è {\displaystyle f_{\mathbf {X} }}, allora la densità di probabilità di {\displaystyle \mathbf {Y} } è
{\displaystyle f_{\mathbf {Y} }(y)={\frac {f_{\mathbf {X} }({\mathcal {A}}^{-1}(y-b))}{|\det {\mathcal {A}}|}}}.

## Valore atteso, covarianza e cross-covarianza
Il valore atteso o la media di un vettore casuale {\displaystyle \mathbf {X} } è un vettore fissato {\displaystyle \operatorname {E} [\mathbf {X} ]} i cui elementi sono i valori attesi delle rispettive variabili casuali.
La matrice delle covarianze (detta anche matrice di varianza e covarianza) di un vettore casuale {\displaystyle n\times 1} è una matrice {\displaystyle n\times n} il cui elemento {\displaystyle i,j} è la covarianza tra le variabili casuali {\displaystyle i}-esima e {\displaystyle j}-esima.  La matrice delle covarianze è il valore atteso, elemento per elemento, della matrice {\displaystyle n\times n} calcolata come {\displaystyle [\mathbf {X} -\operatorname {E} [\mathbf {X} ]][\mathbf {X} -\operatorname {E} [\mathbf {X} ]]^{T}}, dove la sovrascritta T si riferisce alla trasposizione del vettore indicato:
{\displaystyle \operatorname {Var} [\mathbf {X} ]=\operatorname {E} [(\mathbf {X} -\operatorname {E} [\mathbf {X} ])(\mathbf {X} -\operatorname {E} [\mathbf {X} ])^{T}].}
Per estensione, la matrice delle cross-covarianze tra due vettori casuali {\displaystyle \mathbf {X} } e {\displaystyle \mathbf {Y} } ({\displaystyle \mathbf {X} } avente {\displaystyle n} elementi e {\displaystyle \mathbf {Y} } aventi {\displaystyle p} elementi) è la matrice {\displaystyle n\times p}
{\displaystyle \operatorname {Cov} [\mathbf {X} ,\mathbf {Y} ]=\operatorname {E} [(\mathbf {X} -\operatorname {E} [\mathbf {X} ])(\mathbf {Y} -\operatorname {E} [\mathbf {Y} ])^{T}],}
dove, nuovamente, il valore atteso indicata nella matrice è presa elemento per elemento. La matrice delle cross-covarianze {\displaystyle \operatorname {Cov} [\mathbf {Y} ,\mathbf {X} ]} è, semplicemente, la trasposta della matrice {\displaystyle \operatorname {Cov} [\mathbf {X} ,\mathbf {Y} ]}.

## Ulteriori proprietà

### Valore atteso di una forma quadratica
È possibile prendere il valore atteso di una forma quadratica nel vettore casuale {\displaystyle \mathbf {X} } come segue:
{\displaystyle \operatorname {E} (\mathbf {X} 'A\mathbf {X} )=[\operatorname {E} (\mathbf {X} )]'A[\operatorname {E} (\mathbf {X} )]+\operatorname {tr} (AC),}
dove {\displaystyle C} è la matrice delle covarianze di {\displaystyle \mathbf {X} } e {\displaystyle \operatorname {tr} } si riferisce alla traccia di una matrice, cioè alla somma degli elementi della sua diagonale principale (dall'alto a sinistra al basso a destra). Poiché la forma quadratica è uno scalare, tale è il suo valore atteso.
Dimostrazione: Sia {\displaystyle \mathbf {z} } un vettore casuale {\displaystyle m\times 1} con {\displaystyle \operatorname {E} [\mathbf {z} ]=\mu } e {\displaystyle \operatorname {Cov} [\mathbf {z} ]=V} e sia {\displaystyle A} una matrice non stocastica {\displaystyle m\times m}.
Applicando la formula della covarianza, se poniamo {\displaystyle \mathbf {z} '=\mathbf {X} } e {\displaystyle \mathbf {z} 'A'=\mathbf {Y} }, vediamo che:
{\displaystyle \operatorname {Cov} [\mathbf {X} ,\mathbf {Y} ]=\operatorname {E} [\mathbf {X} \mathbf {Y} ']-\operatorname {E} [\mathbf {X} ]\operatorname {E} [\mathbf {Y} ]'}
Quindi
{\displaystyle {\begin{aligned}E(\mathbf {X} \mathbf {Y} ')&=\operatorname {Cov} (\mathbf {X} ,\mathbf {Y} )+E(\mathbf {X} )E(\mathbf {Y} )'\\E(z'Az)&=\operatorname {Cov} (z',z'A')+E(z')E(z'A')'\\&=\operatorname {Cov} (z',z'A')+\mu '(\mu 'A')'\\&=\operatorname {Cov} (z',z'A')+\mu 'A\mu ,\end{aligned}}}
che ci permette di mostrare che
{\displaystyle \operatorname {Cov} (z',z'A')=\operatorname {tr} (AV).}
Questo è vero in base al fatto che è possibile permutare ciclicamente le matrici mentre si considera la traccia senza che cambi il risultato finale (ossia: {\displaystyle \operatorname {tr} (AB)=\operatorname {tr} (BA)}).
Allora, come si vede,
{\displaystyle {\begin{aligned}\operatorname {Cov} (z',z'A')&=E\left[\left(z'-E(z')\right)\left(z'A'-E\left(z'A'\right)\right)'\right]\\&=E\left[(z'-\mu ')(z'A'-\mu 'A')'\right]\\&=E\left[(z-\mu )'(Az-A\mu )\right].\end{aligned}}}
e, poiché
{\displaystyle \left({z-\mu }\right)'\left({Az-A\mu }\right)}
è un numero fissato, si ha
{\displaystyle (z-\mu )'(Az-A\mu )=\operatorname {tr} \left[{(z-\mu )'(Az-A\mu )}\right]=\operatorname {tr} \left[(z-\mu )'A(z-\mu )\right]}
banalmente. Usando la permutazione, abbiamo:
{\displaystyle \operatorname {tr} \left[{(z-\mu )'A(z-\mu )}\right]=\operatorname {tr} \left[{A(z-\mu )(z-\mu )'}\right],}
e, ponendo ciò nella formula originale, abbiamo:
{\displaystyle {\begin{aligned}\operatorname {Cov} \left({z',z'A'}\right)&=E\left[{\left({z-\mu }\right)'(Az-A\mu )}\right]\\&=E\left[\operatorname {tr} \left[A(z-\mu )(z-\mu )'\right]\right]\\&=\operatorname {tr} \left[{A\cdot E\left[(z-\mu )(z-\mu )'\right]}\right]\\&=\operatorname {tr} [AV].\end{aligned}}}

### Valore atteso del prodotto di due differenti forme quadratiche
È possibile considerare l'aspettazione del prodotto di due differenti forme quadratiche in un vettore casuale gaussiano {\displaystyle \mathbf {X} } con media zero, come segue:
{\displaystyle \operatorname {E} [\mathbf {X} 'A\mathbf {X} ][\mathbf {X} 'B\mathbf {X} ]=2\operatorname {tr} (ACBC)+\operatorname {tr} (AC)\operatorname {tr} (BC)}
dove, nuovamente, {\displaystyle C} è la matrice delle covarianze di {\displaystyle \mathbf {X} }. Di nuovo, poiché entrambe le forme quadratiche sono scalari e quindi il loro prodotto è uno scalare, il valore atteso del loro prodotto è ancora uno scalare.

## Applicazioni

### Teoria dei portafogli
In teoria dei portafogli in finanza, spesso un obiettivo è quello di scegliere un portafoglio di attività rischiose tali che la distribuzione del rendimento casuale di portafoglio abbia proprietà desiderabili. Per esempio, si potrebbe voler scegliere il rendimento di portafoglio avente la varianza più bassa per un dato valore atteso. In tal caso, il vettore casuale è il vettore r dei rendimenti casuali sulle attività individuali e il rendimento di portafoglio p (uno scalare casuale) è il prodotto interno del vettore dei rendimenti casuali con un vettore w dei pesi di portafoglio — le frazioni di portafoglio poste nelle rispettive attività. Poiché p = wTr, il valore atteso del rendimento del portafoglio è wTE(r) e si può dimostrare che la varianza del rendimento del portafoglio è wTCw, dove C è la matrice delle covarianze di r.

### Regressione lineare
In teoria delle regressioni lineari, abbiamo i dati su n osservazioni su una variabile dipendente y e n osservazioni su ciascuna di k variabili indipendenti xj. Le osservazioni sulla variabile dipendente vengono scritte in un vettore colonna y; le osservazioni su ciascuna variabile indipendente sono pure scritte in vettori colonna e tali vettori colonna sono combinati in una matrice X di osservazioni sulle variabili indipendenti. La seguente equazione di regressione viene quindi postulata come la descrizione del processo che ha generato i dati:
{\displaystyle y=X\beta +e,}
dove {\displaystyle \beta } è un vettore fissato postulato ma non noto di k coefficienti di risposta ed e è un vettore casuale non noto che riflette le influenze casuali sulla variabile dipendente. Con alcune tecniche, come i minimi quadrati ordinari, un vettore {\displaystyle {\hat {\beta }}} è scelto come una stima di β e la stima del vettore e, denotata {\displaystyle {\hat {e}}}, è calcolata come
{\displaystyle {\hat {e}}=y-X{\hat {\beta }}.}
A questo punto l'esperto di statistica deve analizzare le proprietà di {\displaystyle {\hat {\beta }}} e {\displaystyle {\hat {e}}}, che sono visti come vettori casuali poiché una selezione casualmente differente di n casi da osservare avrebbe comportato valori diversi per essi.